# Listopadska pobožnost
Listopadska pobožnost (ili Listopadske pobožnosti) je kršćanska marijanska pobožnost u listopadu vezana uz molitvu Gospine krunice i čašćenje Blažene Djevice Marije. 
Nastala je kao znak zahvalnosti Majci Božjoj za pomoć kršćanskoj mornarici u Lepantskoj bitci u Korintskom zaljevu 1571. godine, nakon što je papa Pio V. uputio poziv svim vjernicima na molitvu Gospinu krunicu za pobjedu nad osmanlijskom vojskom. Taj se događaj u liturgijskoj godini prema katoličkom kalendaru 7. listopada obilježava kao spomendan Blažene Djevica Marija od Krunice.
Danas se u pobožnosti kroz svaki tjedan u listopadu moli na pet različitih nakana, svaki tjedan za jednu. Primjerice prvi tjedan moli se na nakanu za duhovna zvanja, drugi za duhovnu obnovu obitelji i borbu protiv ubojstava nerođene djece, treći na nakanu za misionare i njihovo djelovanje, četvrti na nakanu za svjetski mir, a peti na nakanu nakana za pokojne i nestale iz Domovinskog rata, duše u čistilištu i one kojih se nema nitko spomenuti.
Slične su svibanjske pobožnosti.

## Vanjske poveznice
- Međugorje info Što je listopadska pobožnost i kakvo je značenje moljenja krunice?, rubrika Pitajte svećenika na Radiopostaji MIR Međugorje. Odgovorio: fra Goran Azinović
- Konzervativac.com Luka Ilić: Zašto čitati Sveto Pismo? 8. srpnja 2019.